# Nawaf al-Hazmi
Nawaf al-Hazmi (in arabo نواف الحازمي‎?; La Mecca, 9 agosto 1976 – Arlington, 11 settembre 2001) è stato un terrorista saudita.

## Biografia
È stato un membro di al-Qāʿida e uno dei pirati dell'aria del volo AA77 che fu dirottato e fatto schiantare col suo carico umano contro Il Pentagono nel quadro degli attentati dell'11 settembre 2001.